# Francis Lawrence Jobin
Francis Lawrence Jobin (* 14. August 1914 in Winnipeg; † 25. August 1995 ebenda) war ein kanadischer Politiker. Von 1976 bis 1981 amtierte er als Vizegouverneur der Provinz Manitoba.

## Biografie
Jobin wuchs in Winnipeg und in Regina auf. Nach dem Studium an der University of Manitoba ließ er sich 1935 in Flin Flon nieder. Dort war er bei der Hudson’s Bay Company (HBC) als Minenarbeiter und Vermesser angestellt. Später arbeitete er in der Einkaufsabteilung der dortigen HBC-Filiale und organisierte die erste Gewerkschaft dieser Stadt.
1949 kandidierte Jobin auf Seiten der Manitoba Liberal Party bei der Wahl zur Legislativversammlung von Manitoba und war im Wahlbezirk The Pas erfolgreich. Zehn Jahre lang war er Abgeordneter im Provinzparlament, von 1956 bis 1958 gehörte er als Industrie- und Handelsminister dem Kabinett von Premierminister Douglas Lloyd Campbell an. 1959 wurde Jobin abgewählt, zwei Jahre später kandidierte er ohne Erfolg um den Parteivorsitz. Zur Unterhauswahl 1962 trat er in Churchill für die Liberale Partei Kanadas an, erneut war er nicht erfolgreich.
Von 1966 bis 1976 war Jobin Mitglied des Stadtrates von Flin Flon, die letzten drei Jahre davon als Bürgermeister. Generalgouverneur Jules Léger vereidigte ihn am 15. März 1976 als Vizegouverneur von Manitoba. Dieses repräsentative Amt übte er bis zum 23. Oktober 1981 aus.